# Sarah Jamieson
Sarah Jamieson (Perth, 24 maart 1975) is een Australische middellangeafstandsloopster, die is gespecialiseerd in de 1500 m. Ze nam driemaal deel aan de Olympische Spelen, maar bleef medailleloos. Ze werd vijf keer Australisch kampioene op de 1500 m en eenmaal op de 5000 m.

## Biografie
Op de Olympische Spelen van 2000 in Sydney eindigde Jamieson als elfde in haar reeks in een tijd van 4.12,90. Ook vier jaar later, op de Olympische Spelen van 2004 in Athene, geraakte Jamieson niet door de reeksen, dit keer in een tijd van 4.09,25.
In 2006 eindigde ze op de Gemenebestspelen in Melbourne als vijfde op de 5000 m in een tijd van 15.02,90. Op de 1500 m deed Jamieson het nog beter: in een tijd van 4.06,64 behaalde ze een zilveren medaille.
Op de Olympische Spelen van 2008 in Peking eindigde ze als vijfde in haar reeks in een tijd van 4.06,64. Hiermee kon Jamieson zich net niet plaatsen voor de finale.

## Titels
- Australisch kampioene 1500 m – 1995, 2004, 2005, 2006, 2009
- Australisch kampioene 5000 m – 2009

## Persoonlijke records
Outdoor
| Onderdeel   | Prestatie | Datum           | Plaats       |
| ----------- | --------- | --------------- | ------------ |
| 800 m       | 2.02,81   | 28 mei 1999     | Sevilla      |
| 1000 m      | 2.40,35   | 11 juni 2000    | Castleisland |
| 1500 m      | 4.00,93   | 25 juli 2006    | Stockholm    |
| 1 Eng. mijl | 4.23,40   | 2 maart 2007    | Melbourne    |
| 3000 m      | 8.48,41   | 3 augustus 2007 | Londen       |
| 5000 m      | 15.02,90  | 24 maart 2006   | Melbourne    |

Indoor
| Onderdeel   | Prestatie | Datum           | Plaats |
| ----------- | --------- | --------------- | ------ |
| 1500 m      | 4.11,08   | 7 februari 2009 | Boston |
| 1 Eng. mijl | 4.28,03   | 27 januari 2007 | Boston |

## Palmares

### 1500 m
Kampioenschappen
- 2002: 8e Wereldatletiekfinale - 4.12,33
- 2006:  Wereldbeker - 4.02,82
- 2006: 4e Wereldatletiekfinale - 4.04,32
- 2006:  Gemenebestspelen – 4,06.64
- 2007: 7e WK – 4.02,82
- 2007:  Wereldatletiekfinale – 4.05,43
- 2008: 9e Wereldatletiekfinale - 4.09,21

Golden League-podiumplekken
- 2007:  Meeting Gaz de France – 4.03,71
- 2008:  Meeting Gaz de France – 4.02,94

### 5000 m
- 2006: 5e Gemenebestspelen – 15,02.90

### veldlopen
- 2004: 13e WK - 13.44
- 2005: 15e WK - 13.40